# نارسيسو لوبيز
نارسيسو لوبيز (بالإسبانية: Narciso López)‏ (18 أغسطس 1928 في المكسيك - 1988 في المكسيك) هو لاعب كرة قدم مكسيكي في مركز الدفاع، شارك في كأس العالم 1954. وشارك مع منتخب المكسيك لكرة القدم. أما مع النوادي، فقد لعب مع نادي غوادالاخارا ونادي أورو وClub Deportivo Nacional ‏.

## وصلات خارجية
- نارسيسو لوبيز على موقع الاتحاد الدولي (مؤرشف)  (الإنجليزية)
- نارسيسو لوبيز على موقع قاعدة بيانات كرة القدم.إي يو (الإنجليزية)
- نارسيسو لوبيز على موقع ناشيونال فوتبول تيمز (الإنجليزية)
- نارسيسو لوبيز على موقع Soccerway.com (الإنجليزية)
- نارسيسو لوبيز على موقع عالم كرة القدم.نت (الإنجليزية)